# Gran Turismo 5
Gran Turismo 5 (グランツーリスモ5?, Guran Tsūrisumo Faibu), noto anche con le iniziali GT5, è un videogioco simulatore di guida del 2010, sviluppato da Polyphony Digital e pubblicato da Sony Computer Entertainment per PlayStation 3. Si tratta del quinto capitolo principale della fortunata saga di videogiochi Gran Turismo.

## Modalità di gioco

### Nuove caratteristiche
- Gran Turismo 5 adotta la risoluzione di 1080p (nativo a 1280 × 1080 e poi forzato a 1920 × 1080 dalla console) a 60 fotogrammi al secondo (fps) ed è 3D compatibile, utilizzando gli appositi occhiali e possedendo un televisore che supporti questa funzionalità.
- Grazie alla tecnologia di riconoscimento facciale abbinato alla telecamera PlayStation Eye, muovendo la testa a destra e sinistra mentre si è in gara si può spostare orizzontalmente il campo visivo (verso i lati del tracciato e dell'automobile). Questa caratteristica è denominata "head tracking".
- Il gioco prevede l'alternarsi di giorno e notte e la variabilità del meteo sulla base di umidità, pressione e temperatura. La presenza di pioggia o di neve farà quindi partire i tergicristalli (solo nelle auto premium).
- Sono presenti 4 visuali diverse: dell'auto completa, interna del pilota (non presente nelle auto standard fino alla patch 2.0), dal cofano e dal paraurti anteriore.
- Per la prima volta nella storia della serie sono stati introdotti i danni per le auto, anche se queste non si danneggiano tutte allo stesso modo: ci sono tre livelli di danni per le vetture premium e due per le vetture standard. Altra novità è la possibilità di ribaltarsi.
- Per la prima volta nella storia della serie sono presenti come campionati licenziati la NASCAR, il Campionato del mondo rally e il Super GT.

### Modalità
Sono presenti varie modalità di gioco:
- Arcade - in cui uno o due giocatori possono correre in una gara singola;
- A-Spec - che consente di mettersi in prima persona nei panni del pilota, superando varie prove (ad esempio, le patenti e le gare);
- B-Spec - nella quale il giocatore veste i panni del capo di una scuderia e viene chiamato a gestire i piloti e i tempi di gara.
- Eventi speciali - eventi in cui si compete in situazioni diverse dalle normali gare per acquisire punti esperienza.
- Eventi stagionali - una serie di eventi in continuo aggiornamento, ai quali si può partecipare solo soddisfacendo determinate condizioni, ad esempio il modello di macchina.
- Lobby pubblica - dove è possibile partecipare in gare pubbliche e private, con un massimo di 16 partecipanti.

### Auto
Il gioco contiene ben più di mille automobili, un record per la serie e per il mondo dei videogiochi, divise in due categorie, "premium" e "standard": le prime sono dotate di una grafica più dettagliata e di maggiori particolari rispetto alle seconde. Le auto premium sono composte da 500.000 poligoni, mentre in Gran Turismo 4 le automobili erano realizzate con 4.000 poligoni e in Gran Turismo 5 Prologue con 200.000.
Tra le nuove auto disponibili spicca in particolare la Red Bull Prototipo X2010, creata appositamente per GT5.
La lista completa delle auto del gioco è disponibile presso il sito ufficiale della serie.

### Circuiti
Nel gioco sono presenti 21 location per un totale di 71 tracciati. Sono stati introdotti nuovi circuiti reali, come l'Indianapolis Motor Speedway, l'Autodromo nazionale di Monza ed il Daytona International Speedway e nuovi circuiti cittadini a Roma e Madrid. Il giocatore può inoltre realizzare i propri circuiti usando l'apposito editor.
Il gioco offre anche la possibilità di scattare foto delle proprie macchine (solo premium) in varie location o (valido per tutte) durante i replay di gara.
La lista completa dei tracciati è disponibile presso il sito ufficiale della serie.
In un DLC pubblicato il 18 ottobre 2011 è stato introdotto il circuito di Spa-Francorchamps ed una nuova pista per kart in notturna.
In un successivo DLC del 18 gennaio 2012 è stato introdotto il tracciato ovale "Special Stage Route X".
Nel DLC pubblicato il 27 giugno 2012 è stato introdotto il circuito di Motegi.

## Versioni
Sono state lanciate quattro versioni distinte del gioco: la versione standard con il solo Blu-Ray in dotazione; la versione "da collezione", che, oltre il gioco, contiene cinque cartoline raffiguranti altrettanti auto in location del Photomode, il manuale Apex (contenente la storia dell'automobile e varie istruzioni di guida) e un codice promozionale PlayStation Network per scaricare il tema dinamico e cinque auto esclusive; la "Signature Edition", che contiene un modellino in scala 1:43 della Mercedes-Benz SLS AMG, un portafoglio in pelle, una chiavetta USB personalizzata Gran Turismo e un portachiavi in alluminio griffati GT5, oltre che un libro con copertina rigida delle location del Photomode e tutti i contenuti della versione da collezione; l'Academy Edition, che è la versione rimasterizzata del gioco, apporta migliorie al comparto sonoro e grafico, inoltre include numerosi contenuti aggiuntivi.

## Sviluppo
Il gioco è stato rivelato per la prima volta all'Electronic Entertainment Expo 2005 con il nome di Vision Gran Turismo. In un'intervista dell'aprile 2008, Kazunori Yamauchi ha affermato che 150 persone hanno lavorato su Gran Turismo 5 per 4 anni, portando il costo di produzione 50 volte più alto rispetto al primo Gran Turismo del 1997; in altra sede Yamauchi ha affermato che il costo di sviluppo di Gran Turismo 5 è stato di circa 60 milioni di dollari.
Alla conferenza stampa dell'Electronic Entertainment Expo 2009, Sony ha mostrato un trailer di Gran Turismo 5, rivelando l'inclusione di NASCAR e WRC ma non la data di uscita. In un'intervista con Eurogamer, Yamauchi ha dichiarato: «Abbiamo effettivamente raggiunto un punto in cui possiamo probabilmente pubblicare GT5 in qualsiasi momento, tranne che si può anche continuare a lavorare finché si vuole, ma è solo una questione di tempi.» In origine fu programmata anche una versione per PSP, quest'ultima rimasta in seguito inedita.
Nell'agosto 2010 Yamauchi ha annunciato che Gran Turismo 5 avrebbe richiesto un'installazione di 256 MB sul disco fisso, ma che per avere una esperienza migliore sarebbero stati necessari circa 10 GB liberi sul disco rigido della PlayStation 3.

### Prova cronometrata
La Prova cronometrata è una demo di GT5 pubblicata il 17 dicembre 2009 su PlayStation Network e giocabile solo online, pubblicata in quanto era in corso la GT Academy 2010. La pista presente nella demo era il circuito di Indianapolis, novità per la serie Gran Turismo.

### Data di lancio
La data ufficiale di lancio sul mercato era inizialmente prevista per il 3 novembre 2010. Il 13 ottobre, però, il team Polyphony ha annunciato un ritardo, posticipando l'uscita del gioco. Il 12 novembre è stata comunicata la data ufficiale di uscita del gioco per il giorno 24 dello stesso mese, sia in Europa che in America settentrionale.

## Controversie
Gran Turismo 5 è stato criticato dalla città di Siena per il fatto di avere utilizzato i simboli delle contrade e la piazza del Campo senza autorizzazione. Il Consorzio per la tutela del Palio di Siena ha avviato azioni legali contro la Sony fino al sequestro del gioco. A seguito di ciò, il padre del brand di Gran Turismo, Kazunori Yamauchi, ha dichiarato tramite Twitter che sono state eliminate le parti contraddittorie presenti nel gioco.
Alcune critiche hanno poi seguito l'uscita del gioco, riguardanti l'eccessiva differenza grafica tra le vetture standard e premium e l'installazione giudicata piuttosto lenta.
Il sistema dei danni ha suscitato molte discordie e incomprensioni sul sistema di gestione delle stesse, questo per via delle differenze tra le due differenti categorie qualitative di vetture presenti sul gioco, mentre i danni meccanici sono stati aggiunti con la patch 1,03.
La resa grafica del gioco è stata oggetto di critiche per quanto riguarda il problema di tearing (soprattutto durante l'azionamento dei tergicristalli), di pop-up di oggetti in lontananza e qualche difetto di aliasing (nelle ombre interne di alcune vetture premium); inoltre la modalità 3D è ricavata da un singolo frame con la visuale dell'occhio sinistro in alto e quella dell'occhio destro in basso.

## Patch
1.01
Pubblicata il 23 novembre 2010, aggiornamento di 133 MB, ha permesso di sbloccare l'uso online del gioco.
1.02
Pubblicata il 27 novembre 2010, aggiornamento di 133 MB, ha reso più fluida la modalità online, raddoppiando inoltre la capacità di connessioni simultanee dei server dalle 500.000 iniziali.
1.03
Pubblicata il 3 dicembre 2010, aggiornamento di 149 MB, ha introdotto i danni meccanici, selezionabili su tre differenti opzioni: assenti, ridotti (riparabili automaticamente con il passare del tempo) e realistici (riparabili solo con il transito ai box).
1.05
Pubblicata il 20 dicembre 2010, aggiornamento di 608 MB, ha introdotto tra le altre cose gli "Eventi stagionali", eventi online ufficiali aggiornati periodicamente, un "Concessionario online per collezionisti", l'aggiunta di premi e punti esperienza per le gare online e l'aggiunta della possibilità di effettuare un backup dei dati.
1.06
Pubblicata il 18 febbraio 2011, aggiornamento di 300 MB, ha introdotto tra le altre cose le "Gare remote", permettendo di iscrivere i propri piloti B-Spec a delle gare automatiche da gestire attraverso il sito web ufficiale della serie, e i "Punti prestazione", un indice numerico delle prestazioni delle auto; è stata inoltre migliorata l'intelligenza artificiale e corretti alcuni errori.
1.07
Pubblicata il 24 febbraio 2011, aggiornamento di 47 MB, ha tra le altre cose slegato l'elaborazione dei Punti prestazione dalle gomme utilizzate e ha corretto un bug che modificava le prestazioni delle auto elettriche dopo aver percorso un certo numero di chilometri; con essa è inoltre divenuto possibile visualizzare soltanto gli amici nelle classifiche delle Prove derapata e delle Prove a tempo.
1.08
Pubblicata il 10 marzo 2011, aggiornamento di 1.7 MB, ha corretto un glitch che consentiva di ottenere soldi facili sfruttando una falla del gioco nel tracciato Special Stage Route 7.
1.09
Pubblicata il 7 aprile 2011, aggiornamento di 49 MB, ha corretto alcuni bug.
1.10
Pubblicata il 7 giugno 2011, aggiornamento di 380 MB, ha tra le altre cose introdotto la possibilità di scegliere casco e tuta, eventi online a premi, la possibilità di acquistare e installare nuovi componenti delle vetture direttamente dal menu della messa a punto, la possibilità di interrompere le gare di campionato per riprenderle successivamente, oltre ad aver migliorato l'intelligenza artificiale degli avversari e corretto alcuni bug.
1.11
Pubblicata il 29 agosto 2011, aggiornamento di 62 MB, che oltre alla correzione di vari bug ha reso disponibili nuovi eventi stagionali NASCAR e rinnovato le auto del Concessionario online per collezionisti.
1.12
Pubblicata il 3 settembre 2011, aggiornamento di 13 MB, ha corretto alcuni bug.
1.13
Pubblicata il 22 settembre 2011, aggiornamento di 1 MB formalmente annunciato come versione 1.12.572, apporta delle modifiche alle traiettorie consentite nel circuito di Top Gear ed introduce nuovi eventi stagionali.
2.00
Pubblicata l'11 ottobre 2011, aggiornamento di 1192 MB, porta con sé importanti novità: tra le altre cose, visuale interna semplificata per tutte le auto standard, un nuovo filmato introduttivo, un migliorato comparto online, la compatibilità ai volanti Logitech G25 e G27 e la possibilità di salvare durante le gare di endurance.
2.01
Pubblicata il 27 ottobre 2011, aggiornamento di 112 MB che risolve alcuni bug introdotti con la versione 2.00 e apporta diverse migliorie.
2.02
Pubblicata il 20 dicembre 2011, aggiornamento di 246 MB che aggiunge nuove opzioni, la possibilità di modificare i cerchioni delle auto standard ed effetti sonori migliorati.
2.03
Pubblicata il 17 gennaio 2012, aggiornamento di 225 MB che aggiunge tra le altre cose la frenata rigenerativa per le auto elettriche, alcuni sfondi per la home e il calcolo della deportanza scaturito dall'accensione della ventola posteriore nella Chaparral 2J.
2.04
Pubblicata il 7 febbraio 2012, aggiornamento di 79 MB che ha migliorato le gare online e corretti alcuni bug.
2.05
Pubblicata il 16 febbraio 2012, aggiornamento di 25 MB che ha risolto il problema legato alla mancata assegnazione dell'esperienza e dei premi nelle gare online.
2.06
Pubblicata il 22 maggio 2012, aggiornamento di 475 MB che ha, tra le altre cose, lanciato il nuovo GT5 Photo Stream, introdotto la possibilità di cambiare volume ed effetti audio direttamente dalle opzioni veloci, rivisto le penalità di gara e corretto alcuni bug.
2.07
Pubblicata il 1º giugno 2012, aggiornamento di 2 MB che corregge un difetto legato al circuito Special Stage Route X Oval, dove non era possibile effettuare pit stop.
2.08
Pubblicata il 25 settembre 2012, aggiornamento di 227 MB che, tra le altre cose, permette di disattivare le collisioni, apporta miglioramenti per quanto riguarda i volanti esterni, ha ridotto la velocità con cui si consumano gli pneumatici, ha migliorato il pilota automatico, ha incrementato la resistenza offerta dall'aria, ha perfezionato le ripercussioni sul controllo dell'auto dovute alla modifica dell'altezza standard di una vettura.
2.09
Pubblicata il 6 novembre 2012, aggiornamento di 102 MB che ha, tra le altre cose, aggiunto nuove opzioni per quanto riguarda il consumo di carburante/pneumatici, ha migliorato la modalità 3D, ha corretto e bilanciato il tasso di deterioramento degli pneumatici, ha corretto il sistema di assegnazione del punteggio nelle prove derapata per impedire condotte di gioco scorrette.
2.10
Pubblicata il 15 gennaio 2013, aggiornamento di 55 MB che corregge un inconveniente ai punti prestazione che indicava in modo inadeguato la velocità dell'auto nelle gare con limitazioni di PP. Viene inoltre migliorato il force feedback del volante Thrustmaster TS500RS, e viene cambiato il rombo della Honda weider HSV-010 (SUPER GT) '11.
2.11
Pubblicata il 19 febbraio 2013, aggiornamento di 45 MB che reintroduce il calcolo dei punti prestazione dell'aggiornamento 2.09 e modifica il criterio della selezione automatica degli pneumatici da pioggia, così come viene modificato il comportamento del pilota automatico in caso di cambiamento delle condizioni di umidità del tracciato.
2.12
Pubblicata il 23 aprile 2013, aggiornamento di 24 MB che riporta le statistiche delle "hacked cars" (auto modificate modificando illecitamente il proprio salvataggio) ai loro valori originali.
2.13
Pubblicata il 18 giugno 2013, aggiornamento di 17 MB che corregge piccoli bug.
2.14
Pubblicata il 16 luglio 2013, aggiornamento di 13 MB che corregge alcuni piccoli bug e riporta nuovamente le statistiche delle "hacked cars" ai loro valori originali. Inoltre toglie le componenti di elaborazione segrete dalle auto, come le gomme super-morbide, il convertitore catalitico da gara, il volano da gara, la frizione a triplo disco e altri.
2.15
Pubblicata il 22 ottobre 2013, aggiornamento di 16 MB che riporta di nuovo le statistiche delle "hacked cars" ai loro valori originali.
2.16
Aggiornamento di 33 MB pubblicato il 31 maggio 2014 che toglie definitivamente i servizi online di GT 5.

## DLC
A partire dal 18 ottobre 2011 è stato reso disponibile un DLC a pagamento che include, tra le altre cose, alcune nuove auto e il circuito di Spa-Francorchamps.
Un altro DLC a pagamento è stato reso disponibile dal 20 dicembre 2011, che comprende alcune auto nuove tra cui: Nissan GT-R Black edition R35 2012, Mini Cooper S 2011, Volkswagen Golf VI R 2010, Volkswagen Scirocco R 2010.
Il 18 gennaio 2012 è stato pubblicato un terzo DLC contenente un nuovo tracciato ovale chiamato Special Stage Route X, dove si possono effettuare test di velocità massima, di accelerazione e "Drag Racing" online. Inoltre sono state aggiunte delle nuove auto, tra le quali la Lamborghini Aventador LP-700-4, e è stata convertita da "standard" a "premium" la Jaguar XJR-9 LM Race Car '88.
Il 27 giugno 2012 è uscito un nuovo DLC, contenente il circuito di Motegi in quattro diverse varianti, e una nuova auto, la Scion FR-S (versione americana della Toyota GT-86 e della Subaru BRZ), quest'ultima resa disponibile gratuitamente.
Il 26 settembre 2012 sono stati pubblicati tre DLC. Il primo DLC contiene la Honda weider HSV-010 (SUPER GT) '11, il secondo la Subaru BRZ S '12 e il terzo la Nissan GT-R N24 GT Academy '12.
Il 29 novembre 2012 è uscito un nuovo DLC, che include la Corvette C7 Test Prototype '12, il prototipo usato nei test su pista della Corvette C7, che verrà presentata a gennaio 2013. Questo DLC è stato reso disponibile gratuitamente.
Il 15 gennaio 2013 è uscito un nuovo DLC, che include la 2014 Corvette Stingray Final Prototype, la versione definitiva della Corvette C7, precedentemente introdotta nel gioco nella versione usata nei test su pista. Questo DLC è stato reso disponibile gratuitamente.
Nel febbraio del 2014 è stata annunciata la chiusura dei servizi online (lobby pubblica eventi stagionali...) la chiusura è iniziata il 31 maggio 2014.
Nello stesso giorno è stato pubblicato un nuovo aggiornamento, il 2.16. Dal 31 maggio 2014 in poi il gioco non avrà più alcun aggiornamento e non si potrà più usufruire dei servizi online. Per maggiori informazioni si può consultare il sito ufficiale del Gran Turismo.

## Accoglienza
La rivista Play Generation diede al gioco un punteggio di 96/100, apprezzando il modello fisico più realistico che mai, la modalità online e la completezza e come contro la qualità grafica altalenante e il diffuso tearing, finendo per trovarlo pur con i suoi difetti, un gioco che offriva il meglio che un fan del genere potesse desiderare. La stessa testata lo classificò come il secondo migliore titolo di guida e quarto migliore online del 2010.
Nei primi dodici giorni d'uscita il titolo vendette quasi sei milioni di copie. In sei settimane totalizzò 6,37 milioni di copie vendute, la metà del risultato globale ottenuto dal prequel, ovvero 11,19 milioni.